# 一物多価
一物多価（いちぶつたか）とは、同一の商品が様々な価格で売られているということ。また、同一の商品を様々な価格で売るという手法・方針のこと。

## 概説
これに関する言及は古くはジョン・スチュアート・ミルやアルフレッド・マーシャルらによって行われている。
J.Sミル
ミルは、「自由競争」と「経済的利己心」のふたつを条件として市場価格決定の法則なるものを説いたものの、小売（リテール）市場ではそれらの条件は限定的にしか適用できないとして、小売価格については一物一価なる原理は完全には行われないという事実を認めていた。
アルフレッド・マーシャル
マーシャルは彼の主著『経済学原理』のなかにおいてこの原理について言及しており、小売価格における一物多価と卸売価格における一物一価について言及している。
マーシャルは「小売取引上では、人々は些細たる購入については余り頓着しない。紙一包を買うのに甲の店では2シリングで買えるものを乙の店で半クラウン払うこともある。」とした。
そしてマーシャルは「しかし卸売価格の場合には全くこれとは異なる。甲製造家が紙束を5シリングで売っている場合には、その隣りの乙製造家が6シリングで売ることはできない。紙の取引を営業とする者は、紙の最低価格をほぼ精確に熟知して、それ以上は払わないからである」とも説明（主張）した。
紙の実際の価格
昔から紙の価格は一物多価である。一物一価になったことはない。紙の価格は非常に複雑で、紙はそもそも価格表に載る商品と価格表に載らない商品があり、載らない商品が多いのである。複雑な流通制度・長い年月を経てかたちづくられた商習慣・販売量に対する戻し制度（大量に買うと安く買える）・建値（請求価格）と実勢価格のかい離・月末仕切り制度なども影響している。
出版社などの大口需要家向けの価格を見ても、定期品価格とスポット品価格がある。市場変動があっても、出版定期品価格はその影響を受けず安定供給価格になっている。それに対してスポット品価格は、その時々の市況に応じて案件ごとに特価がつけられ、案件ごとに取引条件が設定される。
土地
土地は一物多価と言われている。あるひとつの土地でも、利用目的ごとに様々な価格がある。実勢価格・公示価格・基準値標準価格・総増税評価額・固定資産税評価額がある。
情報対称性のもとでの一物多価
かつて、インターネット上でeコマースがまだ実現していなかったころ、「将来eコマースが実現すると商品はすっかり一物一価で売買されるようになる」などと事実ではないことを言う人がいた。
大昔から現在まで、現実の世界では同一商品が様々な価格で売られている。上記のようなことを言う人は、そうした事実を見ると「世の中で現実に同一商品が様々な価格で売られているのは価格情報が共有されていないからだろう」などといった理屈で考えていたわけである。それで「eコマースで一物一価が実現する」などと事実ではないことを言っていたのである。確かにネットで世界が地域で分割されず、ひとつの大きな市場になったことで、地域を超えておおむね同じような価格で買えるようになった面もあるが、実際には同一商品が様々な価格で売られる動きも同時に大いに進行している。つまり市場のルールが変わってきているのである。一物多価どころか「一物個価」とでも呼んだほうが良いような状況になっている。同一商品の価格が数種類設定されている、というようななまやさしいレベルではなく、同一商品がひとつひとつ個体ごとに価格が異なっていて、価格が何千通りにでも何万通りにでもつけられるのである。
現代では、消費者から見ると、全く同一の商品が様々な価格で売られている。例えば、ネット通販である商品を購入しようと、PCのブラウザ画面を開くと、様々なネット上のショップが、同一の商品に様々な価格をつけている。まず、別々のサイトで別々の価格ということもある。そういったレベルだけでなく、同一サイト内に様々な業者が様々な価格で同一商品を展示して、一覧表示されていることもあるのである。例えばカカクコムでは、同一商品を様々な店が、それぞれ思い思いの価格をつけて競い合っている。
ネットオークションに出された商品は、まったく同一の商品が同一の業者から出品され、同一日のほぼ同一時刻に落札されても、一般に、ひとつひとつ価格は異なる。新品であっても落札価格が異なる。同一時刻に落札される同一業者の商品でも様々な価格で落札される。現代では自由市場で完全に情報が共有されていても同一商品の価格がひとつひとつ異なるというのが事実である。

## 関連文献
- 博報堂生活総合研究所 「生活者を"まーけっと"してみたら…(10)生活者から見た価格(1)一物多価時代の生活価格変動」JR gazette 60(1), 74-76, 2002-01
- 林光「時代を読む 「一物多価」時代の価格意識--「4つの価格」で成熟した消費社会を理解する」あさひ銀総研レポート 11(3), 36-42, 2002-03
- 王利彰「一物多価 マクドナルドが決断した地域別価格制度の是非 (特集 セブン-イレブン本州最北の商勢圏 「地域格差&高齢化」対策の現場検証)」『コンビニ』第11巻第2号、商業界、2008年2月、39-41頁、NAID 40015821415。
- 「ネット通販 一物多価を比べて探す、中古品との相性は抜群 (「中古品」大解明!--知らずに使っている売買のカラクリ) -- (ネットは中古の"宝の山")」週刊東洋経済 (6237), 76-77, 2009-12-12
- 弘津真澄「柔軟な価格における可変価格取引システム--特徴と傾向」『福岡大學商學論叢』第52巻第3号、福岡大学研究推進部、2008年3月、569-593頁、ISSN 02852780、NAID 110006631218。
- 村田昭治「経済学史上における卸売価格・小売価格形成の理論 : J・S・ミル、ケアンズ、シィジウィック、マーシャルの所説をめぐって」『三田商学研究』第2巻第1号、慶應義塾大学、1959年4月、79-98頁、ISSN 0544-571X、NAID 110004050204。
- 大橋昭一「ブランド効力の理論についての考察 : 強いブランドと弱いブランドとの違いはどのようなものか」『経済理論』第371号、和歌山大学、2013年3月、109-129頁、doi:10.19002/AN00071425.371.109、ISSN 0451-6222、NAID 110009561327。